# ピアノの上の天使
『ピアノの上の天使』は、尾崎かおりによる日本の漫画。新書館の『サウス』で連載された。掲載は当時季刊だった1995年『サウス』Winter号から、1998年6月号まで。

## あらすじ
ピアニストのトカゲは娘のアザミと父娘二人暮らしをし、気に入った客しか入れないピアノバーを開いている。店には常連客でありトカゲの友人でもあるミワを始め、様々な人々が訪れる。
やがて物語はミワとトカゲの出会い、そしてアザミの母であり歌手だったシイラ、トカゲの双子の兄バギーとの物語へと遡る（『カドリール』編）。
時は現代に戻る。老女たちがトカゲを交え茶飲み話をしているところへ、シイラの両親の依頼を受けたと名乗る女が現れる。また同じ頃、アザミはネガという少年と出会っていた。そして行方をくらませていたバギーがトカゲの前に現れ、運命は丸く繋がった姿を見せ始める（『天使の弾丸』編）。

## 登場人物
トカゲ
曇り空と同じ色の髪、青色の目をしたピアニスト。
鏡の前に座るのが嫌いな為、髪は伸ばしっぱなしにしている。
口調は素っ気なく乱暴だがそれは過去や内面を知られたくない為。
妻シイラの話題になると言葉少なになり、娘のアザミにも話したことがなかった。
店の切り盛りは殆どをアザミに任せ、自分は日がな一日ピアノを弾いている。
厨房に立つこともあり料理も上手いが、手のかかるメニューを頼むと怒る。
十代の頃から天才と謳われたピアニストであり、新聞に「生々しく静謐で、血の匂いのする溜め息のようなピアノ」「聞く者を遠ざけるような冷たい視線と、渇望し祈るような旋律のアンバランス」と評された。
シイラとは12歳の時、叔父の経営するピアノバーでピアノを弾いている時に出会っていたが、その時は彼女の名を知らず掛けられた言葉だけを覚えていた。
17歳の時、シイラの最後の曲を依頼されたパーティーで5年前と同じ言葉を掛けられて再会に気付き、反感を抱いて依頼を断る。
言い当てられたくない内面を突き付けてくるシイラに苛立ちを覚え遠ざけようとするが、著名な彼女も自分と同じく行き場のなさを音楽に繋げていたことに気付き、曲を書くことを了承する。
引退したシイラと結婚しアザミを儲けるが、その年のクリスマスにシイラは死去。
その後は音楽活動を中止して海の近くの田舎町に転居し、ピアノバーを開いている。
店を開くことはシイラの希望でもあった。
運動音痴という裏設定がある。
アザミ
トカゲとシイラの娘。
プラチナブロンドにアイスブルーの瞳は母親譲り。
髪はシイラとはちがい、ウェーブしている。
外見年齢は10歳ほど。
トカゲと違ってしっかり者であり、まだ子供ながら店を殆ど一人で切り盛りしている。
母について殆ど何も聞かされておらず、名前も知らず写真も見たことがなかった。
シイラは「あの子が守ってくれる」「貴方の天使よ」と言い残して亡くなった。
表題の『ピアノの上の天使』とは彼女のこと。
ミワ
フルネームはミワ・トリコ。
葬儀屋に勤めている青年。赤茶の髪に緑の瞳、眼鏡を掛けている。
飄々とした女好きのように見えるが、葬儀屋になった理由を「死を愛おしむような生き方も、恐れてばかりいるのも多分神様はよろこばないでしょう」と語るなど、達観した包容力を見せる。
両親が居らず、トカゲとは街でひったくりをしていた時に出会った。
鞄の中身が五線紙だけだったことに失望し中身を川にばらまくが、追い付いたトカゲは財布を投げつけミワを殴ってその場を去る。
ミワはシイラのパーティーに赴くトカゲの後を追い、彼の演奏を聴く。その音色を気に入り、トカゲの部屋に入り浸るようになったことから親しくなった。
シイラに「子犬みたいな子」と云われた。
音楽活動を中止し街を離れたトカゲについて、今の田舎町にやってきた。
実は天才という裏設定がある。
シイラ
トカゲの妻、アザミの母。
故人。アザミが生まれた年のクリスマスに亡くなった。
フルネームはシイラ・モント・プレチア。
プラチナブロンドにアイスブルーの瞳、ストレートのロングヘア。
ミワ曰く、「きれいな人だった」「氷で縁どった冬の葉みたいに」「象牙色の肌で、ダイヤモンドが好きだった」。
トカゲが有名になる前、港の小さなクラブで演奏していた頃からずっと見ていた。
トカゲのピアノを「あなたのピアノが呼ぶの」、指を「神様がくれた指」と言う。
年齢差は不明だが、トカゲよりも年上。
有名な歌姫だったが喉を痛め、最後の曲をトカゲに依頼した。
ダリア
ミワが勤める葬儀屋に、猫の葬式を依頼しにやってきた女性。
15歳ほどに見えるが夫が居る。
生まれつき心臓が悪い為、夫に外出を制限されている。
ドミノ
ダリアの夫。龍頭の常連客で、ガラが悪いことで有名。
民民（みんみん）
龍頭という中華料理屋を経営する女性。
チャイナドレスに煙管を吹かしている。喧嘩がとても強い。
トカゲのことを狙っているらしい。
バギー
トカゲの双子の兄。
黒髪に琥珀色の瞳。とても仲の良い兄弟だったが、母親に連れ出されたトカゲと違い父親のもとで育った。
トカゲがシイラと出会ったことを切っ掛けに、孤独を深めてゆく。
トカゲたちの前から姿を消した後テルミアと出会い、ネガという息子を儲ける。
テルミア
娼館で働いていた女性。
一度目に抜け出した時に目を潰されていたが、盲目の状態でバギーと出会い彼が泣いている事を見分けた。
二度目に抜け出した時には足をつぶされた。
生まれ故郷は「虫の街」。
ネガ
バギーとテルミアの息子。
蝶のコートを着、蜘蛛の糸で作った細工物を商っている。

## 既刊
1. 第1巻（ISBN 4403614604） - 1997年4月25日発売
2. 第2巻（ISBN 4403615171） - 1998年8月25日発売